# 库尔恰尔·哲泽
库尔恰尔·哲泽（匈牙利語：Kulcsár Győző，1940年10月18日—2018年9月19日），匈牙利男子击剑运动员。他参加了1964年、1968年、1972年和1976年夏季奥运会击剑比赛，共获得4枚金牌和2枚铜牌。